# ایست افریکن ایر
ایست افریکن ایر (به انگلیسی: East African Air) یک شرکت هواپیمایی با کد یاتا 5H است که در ۲۰۰۸ میلادی تأسیس شده که به طور مشترک توسط کنیا، تانزانیا و اوگاندا اداره می شد و در ۲۰۰۹ فعالیتش را آغاز کرده‌است. دفتر مرکزی ایست افریکن ایر در لندن، بریتانیا واقع شده‌است.